# Quick Cut
『Quick Cut』（クイックカット）は、RIP SLYMEの「CUT」シリーズ4枚目（実質5枚目）のDVDである。2009年9月23日にワーナーミュージックジャパンより発売された。

## 概要
- SHORTCUTS!、ROUGH-CUT FIVE、Cut It Now!に続くDVD映像作品の第4弾。
- クリップ集やライヴビデオの枠を超えて、RIP SLYMEのヴィジュアル・ワークを集約した完全保存版である。
- 熱帯夜、SPEED KINGなどのPVや2007年から2009年にかけてのライヴ映像のほかオフショットまで、彼らの魅力を存分にパッケージされている。
- ジャケット、インナーのイラストは、有名なイラストレーター白根ゆたんぽ氏により描かれた。
- 初回版封入特典として、白根ゆたんぽ氏のイラストによる特製マウスパット（2種類あるデザインのうち、どちらか1種類）と、JOURNEYパスポート用スタンプ・ステッカーが封入された[1]。

## 収録内容
〜 LIVE 〜
DANCE FLOOR MASSIVE III ファイナル@Zepp Tokyo 2008.11.13
1. op
2. Today
3. ラヴぃ
4. SPEED KING
5. TIME TO GO
6. Dandelion
7. Tokyo Classic

RIP SLYME LIVE ON "JOURNEY" TOUR 2009@愛知県芸術劇場大ホール 2009.07.12
1. op
2. Good Day
3. 太陽とビキニ
4. love & hate
5. ＜MC＞
6. ヒッチハイクガール
7. Rock It!
8. Watch out!
9. Rock'n' Roll Radio
10. ＜MC＞
11. Beauty Focus
12. Journey
13. 熱帯夜

〜 ORIGINAL SHORT MOVIE 〜
- PETIT ADVENTURE / ONE DAY JOURNEY! - (@赤城山麓 2009.07.29)

〜 MUSIC VIDEO 〜
1. 熱帯夜
2. SPEED KING
3. 太陽とビキニ
4. STAIRS
5. Good Day
6. Good Day adidas originals remix

〜 TV SPOT 〜
- 熱帯夜
- SPEED KING
- 太陽とビキニ (Standard+other 12 special versions)
- STAIRS
- Journey
- Good Day adidas originals remix by DJ FUMIYA

〜 MUSIC VIDEO MAKING 〜
- 熱帯夜
- SPEED KING
- 太陽とビキニ
- STAIRS
- Good Day
- Good Day adidas originals remix by DJ FUMIYA